# Бубнов Микола Михайлович
Бубно́в Мико́ла Миха́йлович (21 січня 1858, Київ — 2 жовтня 1943, Любляна) — історик-медієвіст. Доктор історичних наук, професор (1891).

## Життєпис
Народився в м. Київ у сім'ї купця. Після закінчення історико-філологічного факультету Петербурзького університету (1881) залишений на кафедрі загальної історії для підготовки до професорського звання. 1882–85 мав закордонне відрядження, досліджував джерела з історії Франції 10 ст., зокрема листи Герберта.
Підготував і видав 1888-90 3-томну працю «Збірник листів Герберта (983—997) як історичне джерело: Критична монографія за рукописами». 1892 удостоєний Петербурзьким університетом наукового ступеня доктора загальної історії, 1893 за «Збірник листів…» йому присуджено Макарівську премію Петербурзької АН. 1890-91 — викладач Вищих жіночих курсів у Санкт-Петербурзі. Від червня 1891 — екстраординарний професор, 1895 — ординарний професор кафедри загальної історії, 1916 — засл. ординарний професор Київського університету. Від 1905 до 1917 тричі обирався деканом історико-філологічного ф-ту. Одночасно 1906-17 — професор Вищих жіночих курсів у Києві, 1912-17 — Київського комерційного інституту. 1894—1902 — гласний Київської міської думи, зав. міської публічної бібліотеки, голова комісії з електричного освітлення Києва. 1913 делегований від Київського університету на міжнародний конгрес істориків у Лондоні. В листопаді 1919 виїхав до Одеси, а потім емігрував. Отримав посаду професора історії стародавнього світу в Люблянському університеті (Словенія).